# Aben-Danan-Synagoge

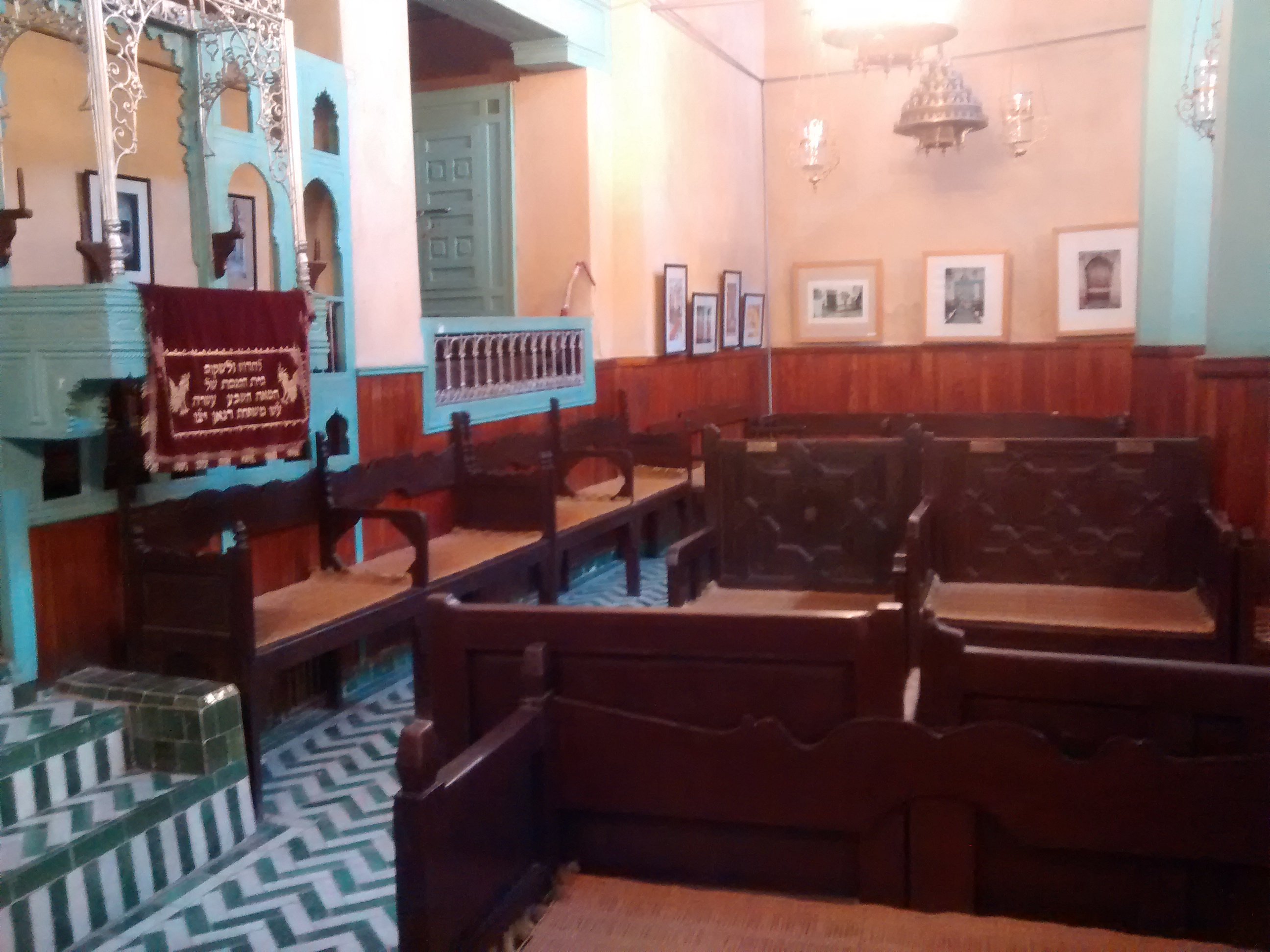
Innenraum der Synagoge

Die Synagoge Aben Danan (hebräisch בית הכנסת אבן דאנן, spanisch Sinagoga Ibn Danan, arabisch معبد ابن دنان) ist ein jüdisches Gotteshaus aus dem ausgehenden 17. Jahrhundert in der nordmarokkanischen Stadt Fès. Die Synagoge wurde von Mimun Ben Sidan errichtet, einem Händler aus der Stadt Aït Ishaq. Nach einer umfassenden Restaurierung ist sie seit dem Jahr 2013 als Museumssynagoge für Besucher geöffnet. Sie gehört als Teil der Medina von Fès zum UNESCO-Weltkulturerbe.

## Lage
Die orthodoxe Synagoge, früher nur eine von mehreren innerhalb der Stadtmauern, befindet sich in der Mellah, dem jüdischen Viertel von Fes. Da sie sich äußerlich nicht von den benachbarten Häusern unterscheidet, ist sie ohne einen örtlichen Führer kaum zu finden.

## Architektur
Eine kurze Treppe führt in die rechteckige Halle der Synagoge. Das Mauerwerk ist heute mit Gips beschichtet, die Holzdecke bemalt. Der Raum wird von kleinen Fenstern oben in den Wänden beleuchtet. Fotos aus dem Jahr 1954 zeigen die Decke mit zahlreichen Gedächtnislampen; sie sind heute verschwunden. Teile der Wände sind mit blau gemusterten marokkanischen Fliesen verkleidet; andere Abschnitte sind verputzt. Der große Toraschrein ist ein Schrank aus geschnitztem Holz. Gegenüber dem Toraschrein ist eine erhöhte Nische, welcher vom Haupt-Gebetsraum durch einen Holzschirm getrennt wird, der aufwändig mit einer Reihe von Bögen geschnitzt ist. Es war als ein Sitzbereich für besondere Gemeindemitglieder gedacht. Die Bima ist von diesem Raum aus zugänglich und ist als eine kleine Plattform, die aus der erhöhten Fläche kragt, errichtet. Sie ist hölzern und wird von einer schmiedeeisernen Haube aus Bögen in islamischem Stil und floralem Dekor überragt, welche in einer Krone gipfelt. 
Zur Synagoge gehören auch eine Frauenempore sowie ein über eine Treppe zugängliches unterirdisches Tauchbad.

## Restaurierung
Eine der ersten Restaurierungsarbeiten an der Aben-Danan-Synagoge fand in den 1870er Jahren statt. Die jüdische Gemeinde von Fès setzte sich für den Erhalt der Synagoge ein und schlug das Gebäude erfolgreich für den World Monuments Watch 1996 der Welt-Denkmals-Stiftung in New York vor. Zu diesem Zeitpunkt bröckelte bereits der Verputz ab, die Dächer standen vor dem Einsturz und die Balkendecke verrotteten; auch die Fensterscheiben waren zerbrochen oder fehlten ganz. Die Stiftung stellte die Synagoge ab 1998 in Zusammenarbeit mit dem marokkanischen Kultusministerium und der Judäo-Marokkanischen Kulturerbestiftung (Judeo-Moroccan Cultural Heritage Foundation) sowie mit finanzieller Hilfe von American Express wieder her. Nach der Restaurierung eröffnete die Synagoge am 25. Februar 1999 wieder.